# Гамбино
Гамбино е американска престъпна група, една от Петте фамилии, които управляват организираната престъпност в Ню Йорк. Също така Гамбино е една от многото мафиотски фамилии в САЩ, които образуват Американската мафия.
Носи името на един от най-известните си босове Карло Гамбино, който я управлява от 1957 до смъртта си през 1976. Днес фамилията се управлява от Джон Гамбино и уличния бос (номер две в йерархията) Джаки Д'Амико.
Гамбино е най-многобройната (около 2000 члена) и мощна фамилия в Ню Йорк. Действа по цялото Източно крайбрежие на САЩ, като операциите и стигат и до Калифорния. Занимава се с рекет, изнудване, хазарт, лихварство, проституция, поръчкови убийства, незаконно изхвърляне на токсични отпадъци, пране на пари и др.
Началото на издигането на една от най-силните криминални организации в САЩ има за начало – 1957 година, денят в който в бръснарницата на Парк Шератон Хотел Манхатън е убит Албърт Анастасия. Експерти вярват, че Карло Гамбино е дирижирал убийството с цел да завземе фамилията. По-късно Гамбино прави съюз с Майер Лански, за да могат да наложат контрол върху хазартната дейност в Куба. Карло управлява фамилията до далечната 1976 година, в която слиза от трона и посочва своя зет Пол Касталано за новия бос. През 1985 година властта завзема Джон Готи, който има конфликт с настоящия бос Касталано и нарежда за неговото убийство през декември същата година. Босът Джон Готи управлява фамилията до 1992 година, когато е издаден на ФБР от неговия под-бос Салваторе Гравано. Предателството на Гравано води до арестите и по-късно ефективните присъди на много от главните членове на фамилията.

## Произход
Произхода на фамилията Гамбино може да се проследи чак до далечната 1906. Тогава в криминалните среди на Ню Йорк изплува името на Тото Д'Акила – сицилиaнски мафиот, роден в Палермо и по-късно имигриращ в САЩ, за да започне наново криминалната си кариера там. Д'Акила използва връзките си с други мафиотски лидери в страната благодарение на които създава силно влияние върху престъпността в Ню Йорк и САЩ. През 1910 година става бос на собствената си криминална група със сицилиански произход в Ню Йорк. Така той дава началото на една от 4-те групи на мафията в града по онова време.
Четирите групи на мафията по онова време са тази на Тото Д'Акила – управляваща в Източен Харлем, Манхатън. Там управлява също така и групата на Джузепе Морело позната като Морело крайм фамили която става и най-големият враг на групата на Д'Акила. Другите две групи управляват в Бруклин и са клана Кастеламериз и престъпната група на Алфред Минио.
През 1910-те Д'Акила става най-влиятелният мафиотски бос в Ню Йорк, след като досегашният бос на всички босове Джузепе Морело, шеф на Морело крайм фамили бива обвинен във фалшификация и изпратен в затвора с 30-годишна присъда. През това време групата на Д'Акила продължава да трупа влияние и богатства не само в Ню Йорк, но и в цялата страна след като се разширява и като численост и като територия.
Възходът на фамилията е подпомогната и от заличаването на Бруклинската Камора водена от Пелегрино Морано и неговият втори в управлението Алесандро Волеро. Морано и Волеро започват война с Морело крайм фамили и така се стига до убийството на шефа на групата – Ник Морело. Двамата биват обвинени в убийството му и през 1917 година получават доживотни присъди. До началото на Сухия режим остатъците от Камората са погълнати от фамилията на Д'Акила. Малко след това към фамилията е присъединена и Бруклинската група на Минео. С това фамилията на Д'Акила става най-голямата и най-влиятелната криминална група в Ню Йорк. Единствената останала заплаха за Д'Акила била въздигащата се като влияние и численост група на Джузепе „Джо Боса“ Масерия. Масерия бил завзел остатъците от Морело крайм фамили и започнал мащабна операция чрез която натрупал голямо количество влияние и власт, достатъчно за да бъде конкурент на Д'Акила в средата на 1920-те.
В края на 20-те години конфликта между Д'Акила и Масерия е неизбежен. Започна война, но Масерия прави първият удар и така през 1928 година е застрелян Д'Акила. След убийството му лидер на фамилията става вторият в командването – Алфред Минио заедно с верния му лейтанант Стив Фериньо. Впоследствие в започналата Кастеламарийска война която се води между Джузепе 'Джо Боса' Масерия и Салваторе Маранзано, Минио и Фериньо са убити. Убийствата им са едни от многото станали в периода на войната между Масерия и Маранзано. По-късно войната свършва с убийството на Масерия през Април 1931 и убийството на Маранзано 5 месеца по-късно. Инициатор на убийствата е Чарлз „Лъки“ Лучано който има за цел да сложи край на старите методи използвани в мафията и да я 'американизира', като и придаде по-делови вид. Това става след като той самият създава 'Комисията', където отсега нататък проблемите които имат помежду си фамилиите трябва да решават лице в лице на кръгла маса а не с кървави войни и убийства както е било включително и Кастеламарийската война.

## Босовете на Фамилията Гамбино
- 1910-1928 – Салваторе Д'Акила
- 1928-1930 – Алфред Манфреди
- 1930-1931 – Франк Скаличе
- 1931-1951 – Винченцо Мангано
- 1951-1957 – Албърт Анастазиа
- 1957-1976 – Карло Гамбино
- 1976-1985 – Пол Кастелано
- 1985-2002 – Джон Готи
- 2002-2003 – Питър Готи (в затвора с доживотна присъда)
- 2003-2005 – Арнолд Скитиери (бос на клона в Ню Джърси)
- 2005-2008 Никълъс Короцо (временен бос)
- 2008-2015 Джон Гамбино
- 2015-2019 Франческо Кали "Франки бой"